# Dictenidia bimaculata
Dictenidia bimaculata är en tvåvingeart som först beskrevs av Carl von Linné 1760.  Dictenidia bimaculata ingår i släktet Dictenidia och familjen storharkrankar. Arten är reproducerande i Sverige. Inga underarter finns listade i Catalogue of Life.

## Bildgalleri

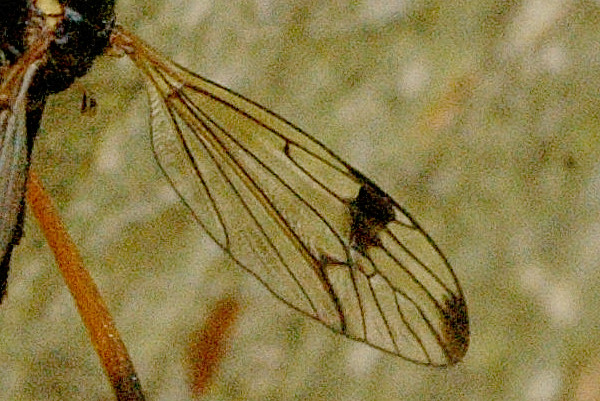
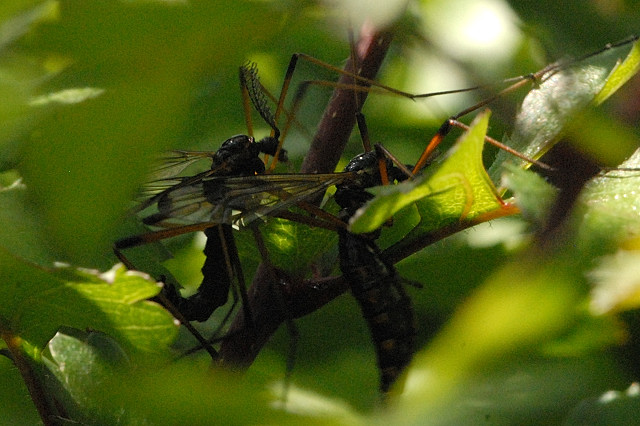